# Polistipos
Polistipos (gr. Πολύστυπος) – wieś w Republice Cypryjskiej, w dystrykcie Nikozja. W 2011 roku liczyła 128 mieszkańców.